# Martin Burlon
Martin Burlon (* 1975 in Frankfurt am Main) ist ein deutscher Politiker (parteilos) und seit Februar 2019 Bürgermeister der Stadt Dreieich im südhessischen Landkreis Offenbach.

## Ausbildung und Beruf
Die Familie von Martin Burlon stammte aus Dreieich, wo er auch aufwuchs. Er besuchte im Stadtteil Sprendlingen die Grundschule Erich Kästner-Schule. Danach ging er auf die Heinrich-Heine-Schule (heute Georg-Büchner-Schule) und wechselte von dort auf die Ricarda-Huch-Schule, an der er 1994 das Abitur ablegte.
Von Oktober 1994 bis August 2000 studierte er an der Johannes Gutenberg-Universität Mainz Rechtswissenschaften. Anschließend absolvierte er von Oktober 2000 bis Oktober 2002 ein Referendariat mit dem Schwerpunkt Verwaltungsrecht an Gerichten in Ludwigshafen am Rhein und Frankenthal (Pfalz) sowie unter anderem an der Deutschen Universität für Verwaltungswissenschaften in Speyer, beim Rechtsamt der Stadt Dreieich und beim deutschen Generalkonsulat in Miami, Florida. Es folgte der berufliche Einstieg in die Bundesfinanzverwaltung bei der Oberfinanzdirektion Koblenz. Einsatzorte waren unter anderen von 2004 bis 2009 Darmstadt und 2009 Hamburg.
Burlon ist seit 2010 mit der Diplom-Pädagogin Viola Nimmerrichter verheiratet.

## Politische Karriere
Im Dezember 2009 wurde Burlon in Dreieich zum Ersten Stadtrat gewählt. Das Amt übernahm er am 25. Januar 2010 und hatte dies bis zum 13. Dezember 2019 inne. In dieser Funktion war er Stellvertreter des Bürgermeisters und übernahm als hauptamtlicher Stadtrat eines der beiden Dezernate, in dem er unter anderem für die Bereiche „Bürger und Ordnung“, „Planung und Bau“ sowie das Gebäudemanagement der Stadt zuständig war.
Am 28. Oktober 2018 wurde Burlon im ersten Wahlgang mit 59,2 % der Stimmen zum Bürgermeister von Dreieich gewählt. Er setzte sich gegen drei Gegenkandidaten durch: Bettina Schmitt (CDU / 25,7 %), Christian Kurz (parteilos / 11 %) und Thomas Schüller (parteilos / 4,1 %). Am 14. Februar 2019 erfolgte seine Amtseinführung. Er löste als Bürgermeister den aus Offenthal stammenden Dieter Zimmer (SPD) ab, der nach zwei Amtsperioden aus gesundheitlichen Gründen auf eine erneute Kandidatur verzichtet hatte.
Als Bürgermeister übernahm er den Aufgabenbereich seines Vorgängers und leitet das Dezernat I der Stadtverwaltung. Er verantwortet die Finanzen und das Controlling der Stadt und ist unter anderem für die Bereiche „Soziales, Schule und Integration“ sowie „Wirtschaftsförderung und Stadtmarketing“ zuständig.
Bei der Bürgermeisterwahl am 9. Juni 2024 erhielt Martin Burlon 71,25 Prozent der Stimmen und wurde damit in eine zweite Amtszeit gewählt. Der Gegenkandidat Maik Zimmer von der SPD trat erstmals zur Bürgermeisterwahl an und erhielt 28,75 Prozent der Stimmen.